# Armbar

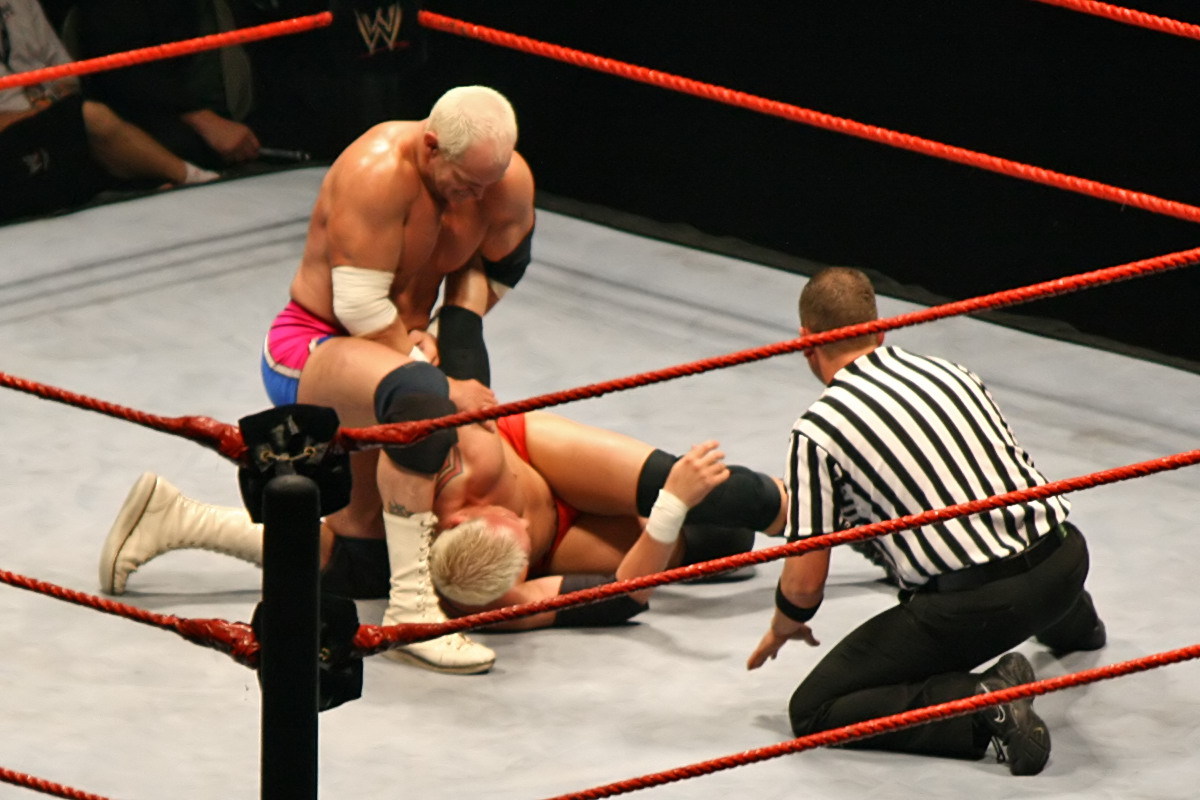
Exempel på armbar

Armbar är en form av armlås som ofta förekommer inom exempelvis brasiliansk jiu-jitsu, judo, jiu-jitsu och brottning/wrestling.
Armbar innebär att låsa fast sin motståndarens arm och sträcka ut den så att dennes armbåge hamnar över en så kallad stödpunkt. Detta kan vara en arm, ett ben eller en höft. På så vis är man i full kontroll över motståndarens kropp medan man böjer armen "bakåt" så armbågsleden sträcks ut över stödpunkten och orsakar enorm smärta.
Det är även ett mycket vanligt grepp (armlås) inom mixed martial arts.